# Sân bay Tây Quan Phụ Dương
Sân bay Phụ Dương nằm ở An Huy, Trung Quốc.

## Hãng hàng không và tuyến bay
| Hãng hàng không         | Các điểm đến                     |
| ----------------------- | -------------------------------- |
| Air China               | Bắc Kinh-Thủ đô                  |
| China Express Airlines  | Chongqing, Hangzhou              |
| China Southern Airlines | Guangzhou                        |
| China United Airlines   | Bắc Kinh-Nanyuan, Shenzhen       |
| Shanghai Airlines       | Shanghai-Hongqiao                |
| Tianjin Airlines        | Tianjin, Wenzhou, Xiamen, Tây An |